# Friedhof Rasos

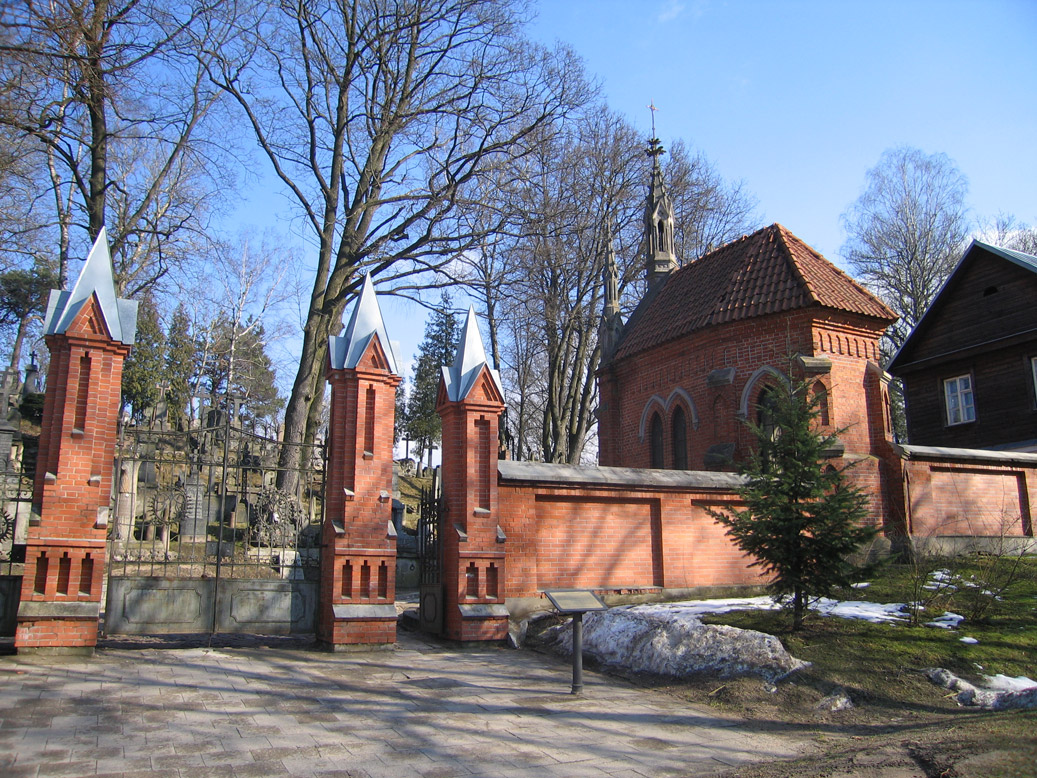
Der Eingang

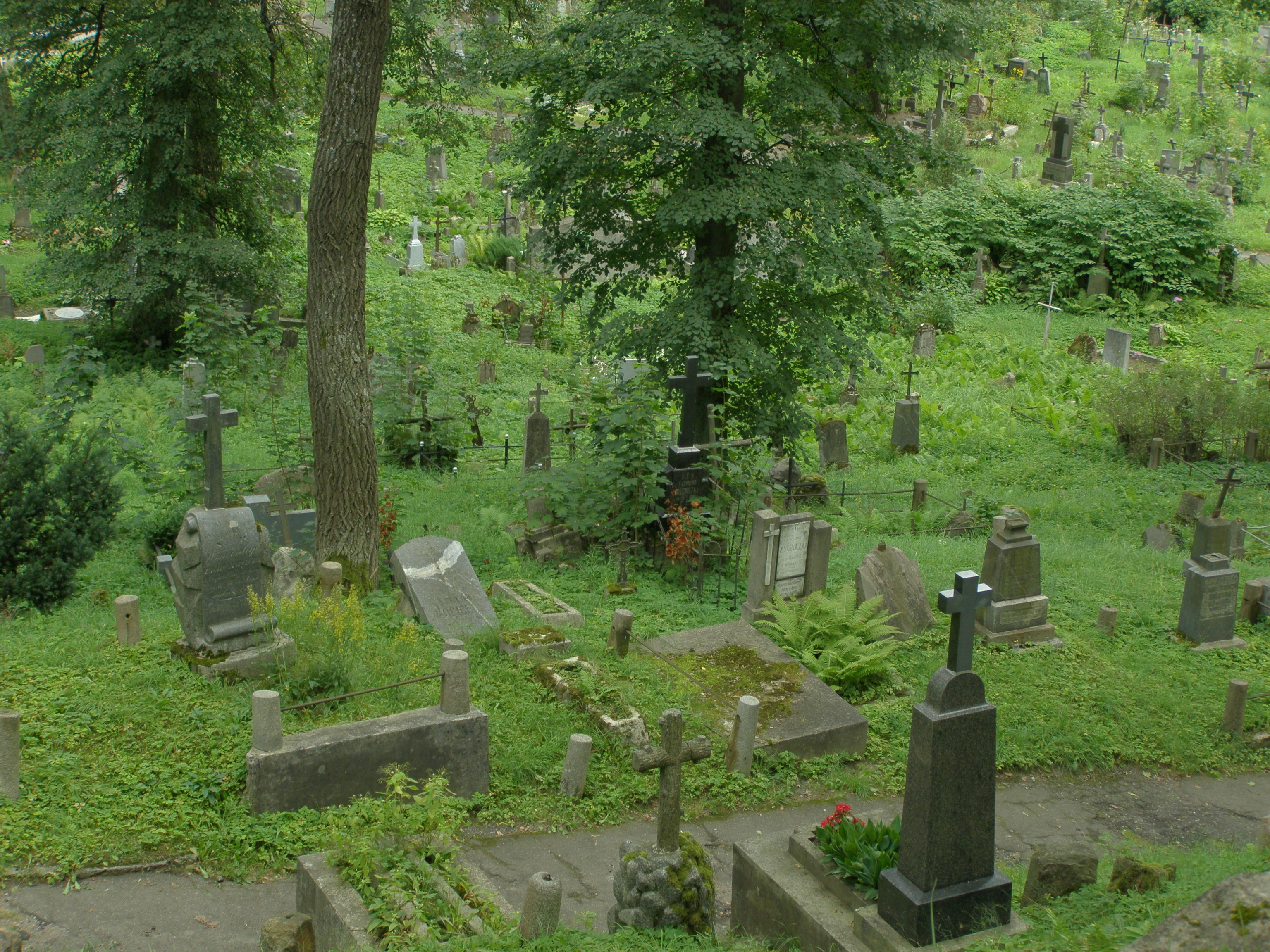
Gesamtansicht

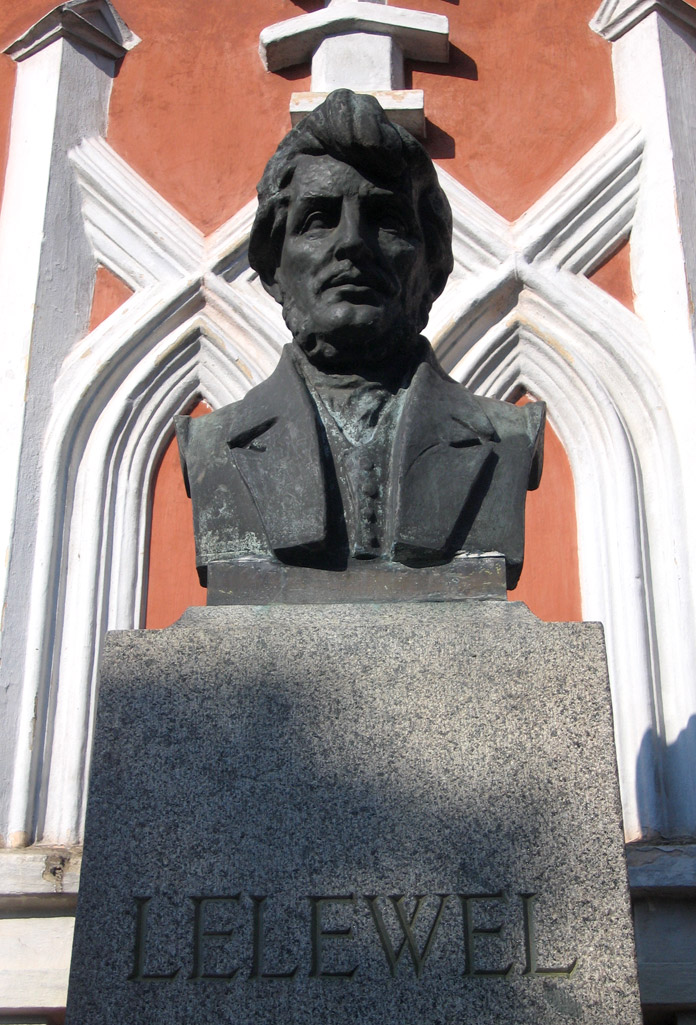
Das Grab von Joachim Lelewel

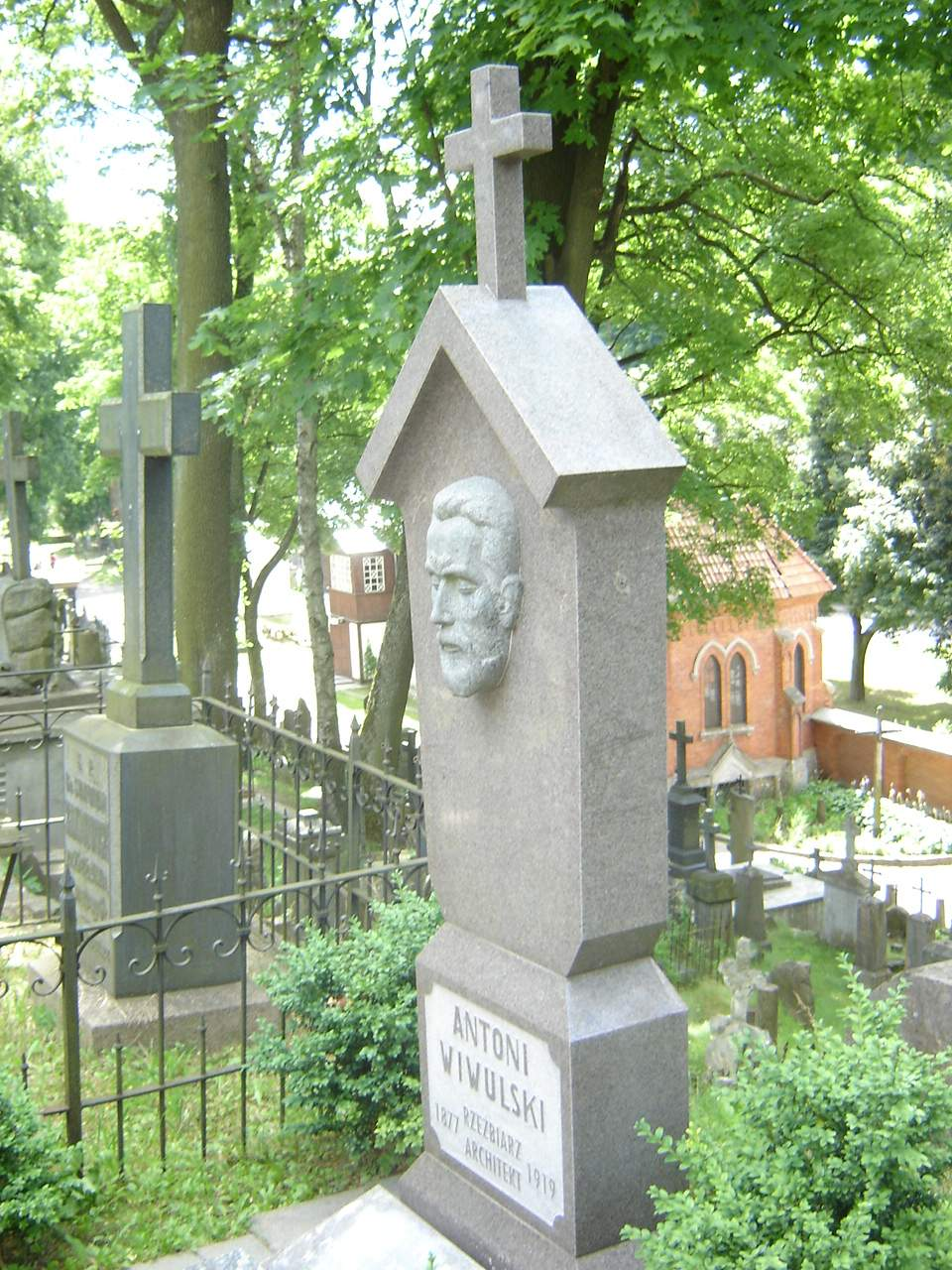
Das Grab von Antoni Wiwulski

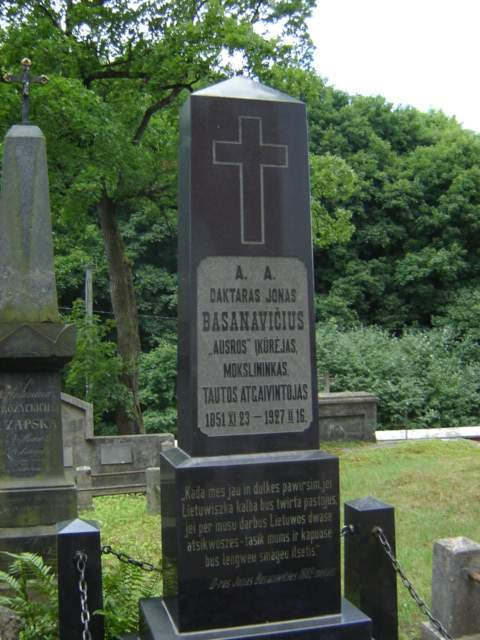
Das Grab von Jonas Basanavičius

Der Friedhof Rasos (lit. Rasų kapinės, poln. Cmentarz Na Rossie) ist der älteste und bekannteste Friedhof der litauischen Hauptstadt Vilnius, im Stadtteil Rasos. Er trägt seinen Namen nach dem ihn umgebenden Ortsteil. Die schmale Sukilėliai-Straße trennt einen alten und einen neuen Teil voneinander; die Gesamtfläche beträgt 10,8 ha. Seit 1990 werden nur mehr Bestattungen in bestehende Familiengräber vorgenommen.

## Geschichte
1769 wird in vielen Quellen als Gründungsjahr angegeben. Einige Historiker glauben dabei jedoch an einen Zahlendreher und vermuten als richtiges Datum 1796. Am 24. April 1801 wurde der neue Friedhof geweiht. Zwei Tage später wurde Jan Müller, der Bürgermeister der Stadt als erster auf dem Friedhof begraben. Im Juli desselben Jahres wurde ein offizielles Dokument verfasst, dass die Größe des Friedhofs mit 3,51 ha festlegte und vorsah, dass das Begräbnis für alle Bürger der Stadt kostenfrei sein sollte. Der Rasos-Friedhof war der erste Friedhof in Vilnius, der nicht bei einer Kirche lag.
1802–1807 wurden zwei fünfgeschossige, rechtwinklig miteinander verbundene Kolumbarien errichtet, die jedoch in sowjetischer Zeit abgerissen wurden. Zwischen den Kolumbarien wurde 1844–1850 eine neugotische Backstein-Kapelle gebaut, die 1888 um einen passenden Glockenturm ergänzt wurde. Eine Backsteinmauer ersetzte einen ursprünglichen hölzernen Zaun, der 1812 verbrannte; Teile von dieser sind noch erhalten.
1814 kauften die Behörden zur Erweiterung des Friedhofs Land von einem privaten Grundbesitzer, das heute Literatenhügel (litauisch: Literatų kalnelis) genannt wird. 1847 eröffneten die orthodoxen Christen einen eigenen Friedhof in Rasos, der dazu diente, in einem nahe gelegenen Kloster-Hospiz verstorbene Soldaten und Arme aufzunehmen. Er trägt deshalb heute den Namen Waisenfriedhof (Našlaičių kapinės).
Die Sowjets schlossen den Friedhof 1967 und ließen ihn verwahrlosen. 1980 sollte er einer geplanten Schnellstraße weichen. Öffentliche Empörung und wirtschaftliche Schwierigkeiten ließen die Staatsmacht von diesem Plan Abstand nehmen. Nach dem Zusammenbruch der Sowjetunion machten sich litauische und polnische Behörden gemeinsam an die Restaurierung des Friedhofs.

## Soldatenfriedhof
1920 wurde nahe dem Eingang ein kleiner Militärfriedhof für die Soldaten geschaffen, die während des Polnisch-Sowjetischen Kriegs und des Polnisch-Litauischen Kriegs in der Stadt gefallen waren. Er wurde 1935–1936 von Wojciech Jastrzębowski umgebaut, der auch den Grabstein für das Herz Józef Piłsudskis entwarf.
Die dreiköpfige Ehrenwache des Friedhofs verweigerte am 18. September 1939, als die Rote Armee einmarschierte, die Waffen niederzulegen, wurde erschossen und umgehend begraben. Ein Teil des Friedhofs beherbergt Gräber von Soldaten der Polnischen Heimatarmee aus dem Zweiten Weltkrieg. Sie wurden nach dem Krieg zerstört und 1993 mit polnischer Unterstützung wieder hergestellt.

## Bekannte Gräber
Auf dem Friedhof liegen zahlreiche bekannte Personen polnischer, litauischer und belarussischer Herkunft bestattet, darunter mehr als 50 Professoren der Universität Vilnius. Dazu zählen:
- Jonas Basanavičius (1851–1927), Arzt, Wissenschaftler, Politiker und Mit-Unterzeichner der Unabhängigkeitserklärung Litauens
- Mikalojus Konstantinas Čiurlionis (1875–1911), Maler und Komponist
- Laurynas Gucevičius (1753–1798), Architekt[2]
- Kastus Kalinouski (1838–1864), eine der führenden Persönlichkeiten der belarussischen nationalen Befreiungsbewegung[3]
- Joachim Lelewel (1786–1861), Geschichtswissenschaftler. Professor der Universität Vilnius
- Das Herz von Józef Piłsudski (1867–1935), polnischer Staatsmann. Auch seine Mutter, zwei Brüder und seine erste Frau sind auf dem Rasos-Friedhof beerdigt.
- Antoni Wiwulski (1877–1919), Architekt und Bildhauer

Ein Massengrab enthält die Überreste von Polen, die 1919 von Bolschewiki aus Vilnius entführt und in Daugavpils erschossen wurden.